# セオドア・G・ビルボー
セオドア・ギルモア・ビルボー（Theodore Gilmore Bilbo、1877年10月13日 - 1947年8月21日）は、アメリカ合衆国の政治家。民主党所属。ミシシッピ州知事を2期（1916年 - 1920年、1928年 - 1932年）務めたのち、連邦上院議員（1935年 - 1947年）。議事妨害と辛辣な発言が多く、激烈な議論を展開した彼の名は、白人至上主義の同義語と化した。人種差別主義者であることを誇り、黒人が劣っていると信じ、人種隔離を擁護し、クー・クラックス・クラン会員であった。
背が低く（5フィート2インチ＝157cm）、派手な服を好んだ。自身のことを3人称で呼ぶ傾向があったため、「The Man」とあだ名された。
『選択せよ――隔離か雑種化か (Take Your Choice: Separation or Mongrelization) 』の著者。

## 生い立ち
ビルボーは、ミシシッピ州パール・リヴァー郡の村落であるジューニパー・グローヴ (Juniper Grove) の貧しい家庭にて、オベディエンス（Obedience、旧姓ウォーリスWallis）の息子とジェームズ・オリヴァー・ビルボー (James Oliver Bilbo) との間に生まれた。ピーボディー・カレッジ（テネシー州ナッシュヴィル）とヴァンダービルト大学法学部に通ったが、いずれをも卒業せず、その後教師として勤務した。1908年、テネシー州にて弁護士資格を取得し、ミシシッピ州ポプラーヴィルで弁護士業を開始した。

## 州上院議員
ビルボーは、ミシシッピ州上院議員を1908年から1912年まで務めた。1910年、贈収賄事件で全米の注目を集めた。ジェームズ・ゴードン連邦上院議員の死去後、ルロイ・パーシーとジェームズ・K・ヴァーダマン元州知事のいずれかを連邦上院議員に選ぶかを巡り、州議会は膠着した。58回に及ぶ投票の後、ビルボーは2月28日、数人の候補と共に投票先をパーシーに切り替えることによって膠着を打破し、パーシーは87票対82票で勝利した。翌日ビルボーは、自身がL・C・デュラニー (L. C. Dulaney) から645ドルの賄賂を受領したが、私的調査の一環として受領したと大陪審に告げた。州上院が彼の罷免の表決を実施した結果、28票対10票となったが、必要な4分の3の多数に1票足りず否決された。上院は、彼を「信用ある立法機関で正直かつ実直な議員らと席を共にするに相応しくない」との決議を可決した。
のちにビルボーは副知事選挙に立候補するが、選挙運動期間中、ワシントン・ドーシー・ギブズ（Washington Dorsey Gibbs、ヤズー・シティ選出の州上院議員）について発言した。侮辱されたギブズは、小競り合いの際にビルボーの頭を杖で殴り、杖を破壊した。しかしビルボーは当選し、1912年から1916年まで副知事を務めた。副知事として最初にしたことの1つは、彼を「正直な議員らと席を共にするに相応しくない」とする決議を議事録から削除することであった。

## 州知事
ビルボーは4年間ミシシッピ州副知事を務めたのち、1915年に知事選に当選した。クレスウェル（2006年）は、ビルボーはその第1期（1916年 - 1920年）において、1877年から1917年までに就任した全知事の中で「最良の統治」をしたと主張し、その例として、州財政の正常化、強制学校出席法の可決など進歩的政策の支持、慈善病院の新設、銀行監査官委員会の設置などを挙げている。
彼の第1期には、進歩的計画が主に実行された。州のハイウェイ網や、石灰破砕工場、老兵向けの新たな寮、結核病院を認可したことから、彼は「建設者ビルボー (Bilbo the Builder) 」として著名であった。彼は公開の絞首刑を廃絶する法律を押し通し、南米のダニの根絶に取り組んだ。
州憲法は、知事の連続再任を禁じていた。ビルボーは、下院議員選挙への出馬を選んだ。選挙期間中に「テキサス熱 (Texas fever) 」が発生し、ビルボーは熱病の原因であるダニを殺すために牛を殺虫剤に浸す計画を支持した。ミシシッピ州の農家の多くは計画を支持せず、ビルボーは議席を獲得できなかった。
その後ビルボーは、彼の友人で当時の州知事リー・M・ラッセルが関係する事件が発生した際、納屋に隠れて召喚を忌避したことにより、論争を引き起こした。かつて副知事としてビルボーを支えた彼は、元秘書の女性から告訴されていた。元秘書は、ラッセルが彼女を誘惑・妊娠させたとして、約束が違うと非難した。妊娠中絶の結果、彼女は子を生めない体となった。
ラッセルはビルボーに対し、ラッセルを告訴しないよう彼女の説得を依頼した。この説得には失敗したが、女性はラッセルに対する訴訟に敗れた。エドウィン・R・ホームズ判事はビルボーに「法廷侮辱罪」で禁錮30日を宣告し、彼は10日服役した。1923年、彼は再選に失敗した。
1927年、ビルボーは民主党予備選の決選投票で現職のデニス・マーフリーに勝利し、州知事に再選された。ビルボーは、ジャクソンでのリンチを防ぐために州兵を呼んだマーフリーを批判し、黒人は州兵による護衛に値しないと断言した。
彼の第2期は、ミシシッピ大学をオックスフォードからジャクソンに移転する彼の計画を巡る論争に明け暮れた。結局、移転計画は葬られた。1928年の大統領選挙の際、反カトリック主義者が圧倒的多数を占めるはずのミシシッピ州でアル・スミスが勝利した。ビルボーは彼を支援したが、その際ビルボーは、ハーバート・フーヴァーが共和党全国委員会の黒人委員と面会し、彼女と踊ったと主張した。ビルボーは10月17日のメンフィスでの演説において、1927年のミシシッピ州訪問の際に「フーヴァーは、彼の乗る電車を無理にバイユー山へ向かわせた……仲のよい黒人女性のメアリー・ブーズ (Mary Booze) 夫人を訪ねるために」と主張し、こうも付け加えた。「メアリー・ブーズは、スペードのエースと同じくらい真っ黒だ。フーヴァーはそんな彼女と踊ったのだ」。これが広く報道され、さらにフーヴァーと共に踊るブーズ夫人を示すとみられる加工写真を載せた匿名の政治的ビラが南部全域で回覧されたが、フーヴァーは翌月大統領に選ばれた。

## 教授らの解雇
1930年、ビルボーは州大学委員会の会議を招集し、179人の教職員を解雇する計画を承認した。会議後、彼は記者発表した。「皆さん、ただ今我々は新記録を成し遂げた。我々は3人の大学の理事長を解雇し、2時間という記録的時間で、3つの新理事長を任命した。これは、今後起こることのまさに始まりである」。ミシシッピ大学、ミシシッピA & M（後のミシシッピ州立大学）、ミシシッピ州立女子大学の学長は全員罷免され、それぞれ不動産業者、広報係、学位取得後間もない者と交代させられた。ミシシッピ大学の医学部長は、「かつて歯科医学を履修した男性」と交代させられた。
アメリカ大学協会と南部大学中学校協会 (Southern Association of College and Secondary Schools) は、ミシシッピ州の全4大学の学位認可を停止した。アメリカ医師会は、州の医学部の公認撤回を票決した。クリーヴランドで開催された米国大学教授協会（Association of American University Professors, AAUP）は、従業員の解雇が「政治的配慮により、学生の福祉に対する懸念なくして」なされたと判明した場合は、ミシシッピ州における残りの教授は「退職した職員と見做される」との決議を可決した。危機の間、ミシシッピ大学の学生はビルボーの人形を燃やしたが、彼は州のイメージには無関心であった。彼は「浴槽に浸かり、片手に石鹸、片手に手拭い、口には葉巻」という姿でインタビューに応じ、全国紙の見出しを飾った。1932年に「状況改善の満足な証拠」がAAUPなどの機関に提供されるまで、認可の停止は続いた。
職の彼の最後の年には、ビルボーと議会は膠着状態にあった。彼が税法案の承認を拒否したのに対し、議会は彼の議案の認可を拒否した。彼の任期の末期には、ミシシッピ州は破綻していた。州の財源はわずか1,326.57ドルしかなく、負債は1,150万ドルに達していた。ミシシッピ州の農学校に対する農務省の資金提供を停止させたビルボーは、農務省の「広報顧問」として短期間雇われた。彼は、高給（ビルボーの選挙支援に対するパット・ハリスン上院議員からの報酬）に関する新聞記事を切り抜いた。評論家らは、彼を「切り貼り名人 (Pastemaster General) 」と呼んだ。ビルボーは直ちに、ヒューバート・スティーヴンズが保有する連邦上院の議席を奪取する計画を立てた。

## 連邦上院議員

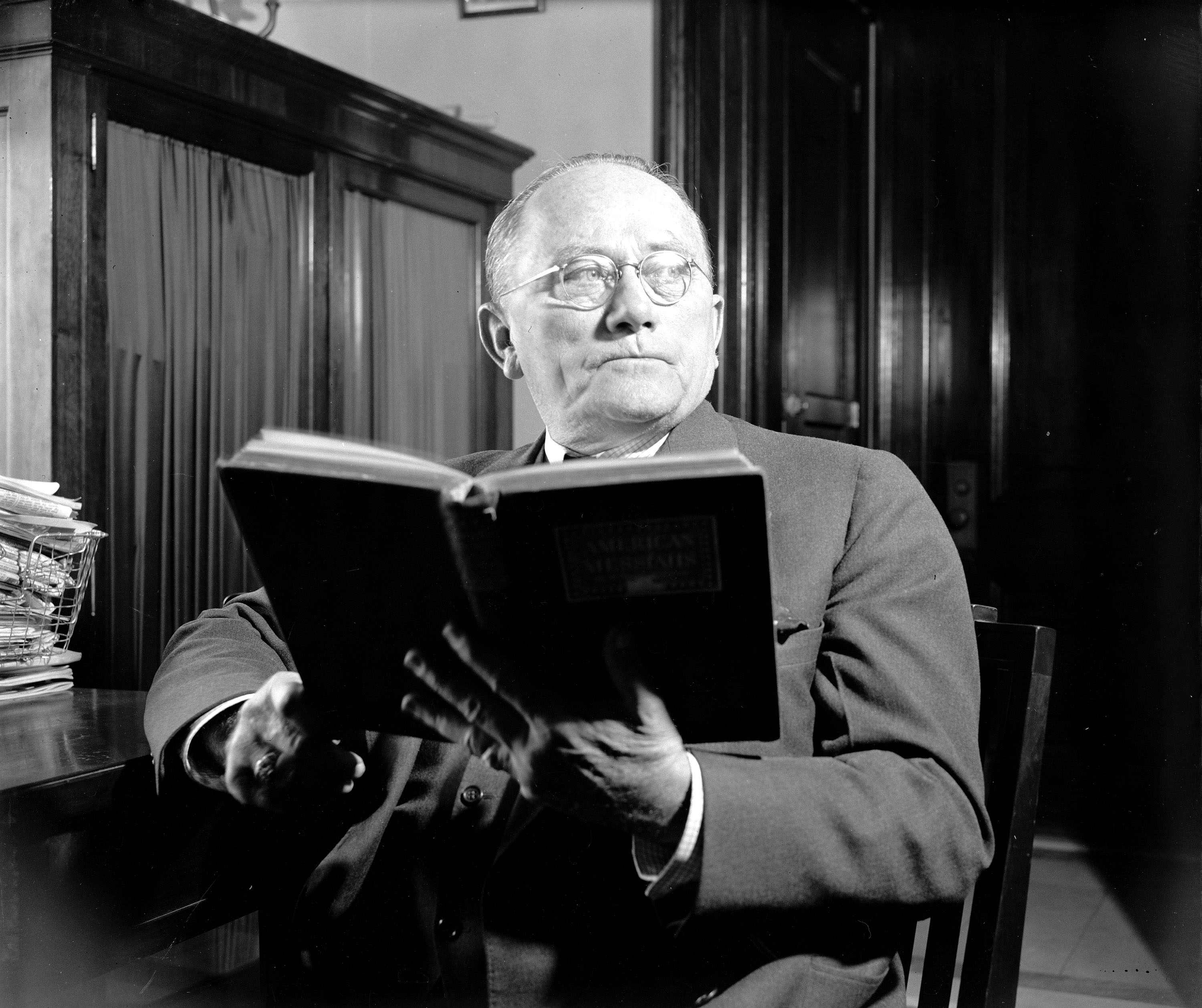
上院議員時代のビルボー

1934年、ビルボーはスティーヴンズを破って連邦上院の議席を獲得した。議会では「農民殺し」、「貧乏人嫌い」、「未亡人・孤児殺し」、「国際的毒殺者」、「慈善病院の破壊者」、「英雄的復員兵に唾する者」、「公立学校の裕福な敵」、「『己の所業を白日の下に晒すべき』プライベート・バンカー」、「欧州の負債を帳消しにする者」、「失業製造機」、平和主義者、共産主義者、軍需産業、「ギデオン聖書をホテルの部屋から盗む輩」を批判する発言を展開した。
ワシントンでは、ビルボーはミシシッピ州選出の先輩上院議員であるパット・ハリスンと反目した。ハリスンがエドウィン・R・ホームズを第5巡回控訴裁判所の判事に指名したことから、確執は始まった。ホームズを憎むビルボーは、彼への反対答弁を5時間にわたって展開した。彼は、ホームズの承認に反対票を投じた唯一の上院議員であった。1937年に上院院内総務の職が空いた際、ハリスンは同職に立候補した。投票の結果、彼はケンタッキー州のアルバン・バークリーと引き分けた。
ハリスンの選挙本部長は、同郷のよしみでハリスンに投票するようビルボーに依頼した。小作農を支持基盤とするビルボーは、富裕農と商人を代表する上流階級のハリスンを嫌悪した。ビルボーは、直々に頼みに来るならばハリスンに投票してやってもよいと語った。ハリスンは応えた。「あの犬畜生に伝えてくれ。たとえ貴様が大統領であろうとも、貴様とは話したくもない」。ハリスンは37票対38票と1票差で落選し、「同郷の議員と口も利かない上院議員」との評判が残った。ビルボーは、同郷者に反対票を投じて復讐したのである。タイム誌が書いたように、かつての弁護士仲間であるステュアート・C・「Sweep Clean」ブルームは、演説でハリスンを応援した。
上院では、ビルボーは民主党のフランクリン・ローズヴェルト大統領のニュー・ディールを支持した。人種隔離主義と白人至上主義に対するビルボーの率直な支持は、上院で物議を醸した。マーカス・ガーヴィーら黒人隔離主義者の思想に共感したビルボーは、1938年6月6日に連邦雇用救済法案の改正を提案し、失業緩和策として1,200万人の黒人を国費でリベリアに追放しようとした。彼は、こうした構想を主張する本を執筆した。ガーヴィーはビルボーを、「黒人のために素晴らしい仕事をした」と称賛した。しかしトマス・W・ハーヴィー（世界黒人地位向上協会・アフリカ共同体連盟の米国における指導者）は、人種差別的な発言をするビルボーを敬遠した。
民主党はビルボーを、最も重要性の低い上院委員会とされる、コロンビア特別区の自治に関する委員会の委員にあてがい、彼の影響力を抑えようと図った。彼は己の地位を行使して、白人至上主義者の意見を通そうとした。ビルボーは地区住民へのあらゆる投票権付与に反対したが、これは同地区の黒人人口が、特に大移動の間に増加していたためであった。再選後、彼は年功序列により同委員会の委員長を務めた（1945年 - 1947年）。また、年金委員会委員長を務めた（1942年 - 1945年）。
ビルボーは、ラジオ番組「Meet the Press」でのインタビューにおいて、自らがクー・クラックス・クランの会員であることを明かした。「何人たりとも、クランを脱退できない。加入者は、脱退しないと宣誓するのでだから。ひとたびクー・クラックスに入れば、いかなる時もクー・クラックスなのである」。
ビルボーは、憲法の第14条と第15条改正に関係なく、米国のどこであろうとも黒人に投票権を付与してはならないと遠慮なく語った。第二次世界大戦における黒人の復員兵は南部で長年にわたる公民権剥奪への不満を訴えた。ミシシッピ州は1890年、選挙規則及び有権者登録規則に関する州憲法改正によって、公民権剥奪を達成していた（他の南部諸州は1910年までに同様の改正を行い、法廷闘争の大半に勝訴していた） 。ビルボーの選挙運動は、投票に絡む暴力を煽ったとの批判を浴びた。批判者らは、友人らに戦争の契約をしたとしてビルボーを訴えた。
1938年、コスティガン＝ウォーカー反リンチ法案が上院にて南部民主党による長期間の議事妨害を受けたが、ビルボーはその著名参加者であった。彼は以下のように述べた。
本法案が成立すれば、諸君は南部における地獄の水門を開くことになる。強姦、暴動、リンチ、人種反乱、犯罪が1,000倍に増えるであろう。そして諸君の服や、法案成立の責任を負う人々の服は、強姦され激怒した南部娘らの血や、血気盛んなアングロ＝サクソンの南部白人男性らが許さないこれらの犯罪の加害者らの血に染まるであろう。
ビルボーは上院にて、リチャード・ライトの自叙伝『ブラック・ボーイ』を批判した。
本書の目的は、今後の悪のりと面倒の種を全米の黒人の心に植え付けることにある……本書は私が読んだ中で最も汚く、不潔で、下劣で、不愉快な本だ。私は、本書を息子や娘には絶対に読ませたくない。本書は実に不潔で汚い。しかし、それは黒人であることに由来しており、皆さんは彼のような人間から何も期待すべきではない。
ミシシッピ州での1946年の民主党上院予備選挙の際、ビルボーは『デルタ・デモクラット＝タイムズ (Delta Democrat-Times) 』紙の著名ジャーナリストであるホディング・カーター (Hodding Carter) による一連の攻撃の的となった。この予備選で彼は、51.0%の票を獲得して他候補3人を下し、破竹の勢いで総選挙を迎えた。アイダホ州選出の上院議員でリベラルな民主党員のグレン・H・テイラーの要請に基づき、新たに選挙された連邦上院議員の過半数を占める共和党員は、ビルボーの一連の発言を理由に、彼が議席を占めることを拒否した。彼は、投票権を求める南部黒人に対する暴力行為を煽動した人物と目されていた。加えて、委員会は、彼が賄賂を得ていることを知った。彼の支持者による議事妨害は、上院の開会を何日も遅らせた。彼が口腔癌治療のためミシシッピ州に戻っていた間、ビルボーの資格はテーブル上に残されていると支持者が提唱したことで、問題は解決した。

## 死去
ミシシッピ州ポプラーヴィルの自宅「ドリーム・ハウス」に隠居したビルボーは、『選択せよ――隔離か雑種化か（Take Your Choice: Separation or Mongrelization、ドリーム・ハウス出版社、1947年）』と題する人種差別思想の概要を執筆、発表した。彼の家は、所有する同名の出版社事務所としても用いられていたが、同年晩秋に発生した火災により、多数の書籍共々焼失した。
ビルボーは、ルイジアナ州ニュー・オーリンズにて69歳で死去した。死の床で彼は、黒人新聞『ニグロ・サウス (Negro South) 』の編集者レオン・ルイス (Leon Louis) を呼び出し、こう言った。
私は、黒人と白人の社会的交流には全く反対だが、人種としての黒人に対する個人的意趣は何もない。彼らは自らが神から賜った遺産を誇りに思うべきであり、それは私が自らの遺産を誇りに思うのと何ら変わらない。私は黒人が（自由に投票する）権利を持つべきだと信じているし、それはミシシッピ州においても同様である――彼らの主目的が私の落選でない限り、そして彼らが我が州の評判を汚そうとしない限りは。
ビルボーは、ニュー・オーリンズのオクスナー・クリニック（オクスナー医療センターの前身）にて治療を受けた。ザヴィアー大学 (Xavier University) に通うアフリカ系アメリカ人学生（のちミネソタ大学副学長）のフランク・ウィルダースン (Frank Wilderson) は、当時オクスナー・クリニックでパートタイム勤務の用務員をしていた。ビルボーが死去すると用務員らは、ウィルダースンが人種隔離主義者の遺体を移動できるよう、同日夜にウィルダースンが仕事を開始するまで遺体を部屋に残しておいた。ウィルダースンは、2004年の新聞記事でこう言った。「あの時は淡々としていました。何しろ生存時の彼（ビルボー）は、私が体に触れようとすると決まって抵抗していましたから」。
ポプラーヴィルのジューニパー・グローヴ墓地 (Juniper Grove Cemetery) にて行われた彼の葬儀には、州知事と下級上院議員など5,000人が参列した。ミシシッピ州会議事堂のロタンダ（円形広間）には、ビルボーの銅像が置かれた。のちに銅像は別の部屋へ移設されたが、この部屋は現在、議会の黒人議員幹部会が多用している。一部のメンバーは、銅像の広げた腕を衣装掛けにしている。

## メディアの扱い
1940年代、ビルボーはメディアで様々に取り上げられた。例えば、1947年のアカデミー賞を受賞した映画『紳士協定』、アンドルー・ティブズ (Andrew Tibbs) のブルース「ビルボーは死んだ ("Bilbo is Dead") 」（1947年）、ボブ・クレイバーンとアドリーエン・クレイバーン (Bob and Adrienne Claiborne) の曲「聞いてくれ、ビルボーさん ("Listen, Mr. Bilbo") 」（1946年）、リー・ヘイズ (Lee Hays) の曲「ビルボーを語ろう ("Talking Bilbo") 」などである。ミュージカル「フィニアンの虹 ("Finian's Rainbow") 」（1947年）に登場する「ビルボード・ロウキンズ (Billboard Rawkins) 上院議員」の性格の一部は、ビルボーを基にしているとみられる。
ジャック・ウェブは、自身の改革運動の一環たる1946年のラジオ番組「One Out of Seven」のエピソードをビルボーの人種差別的見解を攻撃することに捧げた。彼は、黒人、イタリア系住民、ユダヤ人を攻撃するビルボーの演説と手紙からの抜粋をドラマ化し、若干の事例を抜粋した後、「……だが、ビルボー上院議員は尊敬すべき人物である。他のことを証明する意図はない」と言った（『放送中――昔のラジオの百科事典 (On the Air: The Encyclopedia of Old-Time Radio) 』の著者ジョン・ダニングによれば、これはシェイクスピアの戯曲「ジュリアス・シーザー」におけるマーク・アントニーの追悼演説の引用であった）。
ウィリアム・スタイロンの小説『ソフィーの選択』（1979年）は第二次世界大戦後の時代を舞台としているが、同書もビルボーに言及している。
『夢追い人たち (Seekers of Dreams) 』（ダグラス・A・アンダースン編、2005年）所収のアンディ・ダンカンの短編『上院議員ビルボー ("Senator Bilbo") 』は、J・R・R・トールキンの著作にビルボーという名の人物が登場することを挙げ、架空の村「ホビントン」における人種隔離を連想させるとしている。

## 関連書籍
- Boulard, Garry, "'The Man' vs. 'The Quisling': Theodore Bilbo, Hodding Carter and the 1946 Democratic Parimary," Journal of Mississippi History,1989, 51, 201-17.
- Cresswell, Stephen. Rednecks, Redeemers, And Race: Mississippi After Reconstruction, 1877-1917], 2006 - excerpt and text search]
- Giroux, Vincent A., Jr. "The Rise of Theodore G. Bilbo (1908–1932)," Journal of Mississippi History 1981 43(3): 180-209,
- Morgan, Chester M. Redneck Liberal: Theodore G. Bilbo and the New Deal, Louisiana State U. Press, 1985. 274 pp.
- United States Congress. "セオドア・G・ビルボー (id: b000460)". Biographical Directory of the United States Congress (英語).
- Theodore G. Bilbo, Take Your Choice: Separation or Mongrelization, Internet Archive (PDF; 600 KB)